# Sabro Herred
Sabro Herred lå i Århus Amt. Herredet der i Kong Valdemars Jordebog hed Saghæbrokhæreth, hørte i middelalderen til Åbosyssel, og fra 1597 til Skanderborg Len. Fra 1660 kom det under Skanderborg Amt og i 1799 under det nyoprettede Århus Amt.
Sabro Herred var det nordligste i amtet, og grænser mod øst til Vester Lisbjerg og Hasle Herred, mod syd til
Framlev Herred, mod vest til Gjern Herred og Viborg Amt (Houlbjerg Herred) og mod nordøst til Randers Amt (Galten Herred). En del af øst- og nordøstgrænsen dannes af Lilleåen. Det er skovrigt område idet en stor del af Frijsenborgskovene ligger her. 

## Sogne i Sabro Herred
- Foldby Sogn – Hinnerup Kommune
- Fårup Sogn – Aarhus Kommune
- Hadsten Sogn – Hadsten Kommune
  - Over og Neder Hadsten Sogn (2008 sammenlagt med Hadsten Sogn i 2008)
- Haldum Sogn – Hinnerup Kommune
- Lading Sogn – Hammel Kommune
- Lyngå Sogn – Hadsten Kommune
- Sabro Sogn – Aarhus Kommune
- Vitten Sogn – Hinnerup Kommune

## Eksterne kilder og henvisninger
- Sabro Herred i J.P. Trap: Kongeriget Danmark, udarbejdet af H. Weitemeyer (3. udgave, 5. bind, 1906)

56°16′2.56″N 10°1′14.02″Ø / 56.2673778°N 10.0205611°Ø